# Rietpalpmot
De rietpalpmot (Helcystogramma rufescens) is een nachtvlinder uit de familie Gelechiidae, de tastermotten.